# Aleurolobus japonicus
Aleurolobus japonicus là một loài côn trùng cánh nửa trong họ Aleyrodidae, phân họ Aleyrodinae.
Aleurolobus japonicus được Takahashi miêu tả khoa học đầu tiên năm 1954.